# Klaus Eberhardt (Manager)
Klaus Eberhardt (* 24. Februar 1948 in Sulz am Neckar) ist ein deutscher Manager und Aufsichtsratsvorsitzender der MTU Aero Engines.
Eberhardt wurde als Sohn eines Handwerksmeisters am 24. Februar 1948 in Sulz am Neckar geboren, wo er auch aufwuchs. Von 1966 bis 1972 studierte er Mathematik, Physik und Wirtschaftswissenschaften in Tübingen, das er als Diplom-Mathematiker abschloss. Ab 1972 arbeitete er bei der Standard Elektrik Lorenz AG (SEL), ab 1985 bei der Messerschmitt Bölkow-Blohm GmbH (später DASA). Dann führte ihn sein Weg ab 1. Juli 1992 zur TEMIC Telefunken microelectronic GmbH. Dort fungierte er als Geschäftsführer und Stellvertreter des Vorsitzenden der Geschäftsführung. Zum 1. März 1997 wechselte er zur Rheinmetall AG und wurde in den Vorstand der Rheinmetall Elektronik AG berufen. Von 2000 bis 2012 war Eberhardt Vorstandsvorsitzender der Rheinmetall AG. 2007 wurde er Aufsichtsrat der MTU Aero Engines AG in München, den er seit 2008 als Aufsichtsratsvorsitzender vertritt.